# Catecismo

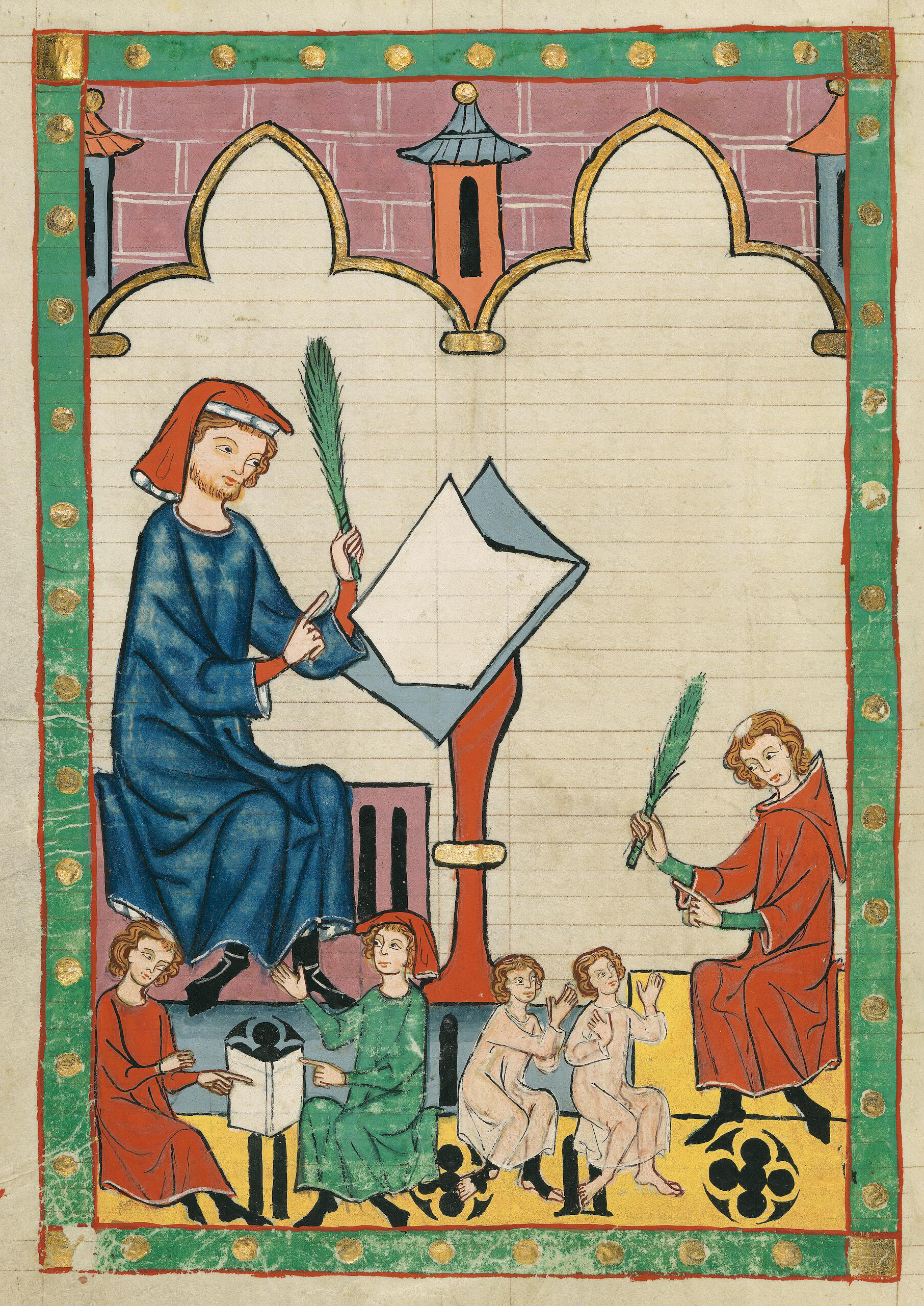
Codex Manesse, fol. 292v, "O mestre de Eßlingen" (Der Schulmeister von Eßlingen)

Catecismo (do latim tardio catechismus, por sua vez originado do termo grego κατηχισμός, derivado do verbo κατηχέω, que significa "instruir a viva voz") ou catequese (do latim tardio catechesis, por sua vez do grego κατήχησις, também derivado do verbo κατηχέω, que significa "instruir a viva voz") é a instrução religiosa, ou seja, o ensino da religião cristã, dos seus dogmas, princípios e código moral. É normalmente feita por um ministro autorizado pela Igreja, que também pode ser leigo, denominado catequista, como preparação de crianças para a confissão ou primeira comunhão.
A catequese é parte do rito de iniciação cristã, em que a pessoa iniciada ouve o anúncio do Evangelho e o ensino da Doutrina Católica. A catequese é, portanto, uma etapa mais doutrinal e aprofundada desse rito.  
A palavra "catecismo" significa informar, instruir e ensinar, à viva voz, para distinguir do ensino realizado através da escrita, ou seja, através dos livros. Enquanto o ensino dos livros é feito individualmente e silenciosamente, a catequese (ou catecismo) é feita com a presença de um instrutor, ensinando a viva voz. Variações da palavra "catequese" aparecem, na Bíblia, na Carta aos Gálatas 6:6, a palavra "catequizando" significa "aquele que está sendo instruído na palavra de Deus". Assim, no evangelho de Lucas 1:1-4, se diz que Teófilo "foi catequizado".
No Catolicismo, Catecismo, mais conhecido como Catecismo da Igreja Católica (CIC), também se refere aos livros que expõem a Fé e a Doutrina da Igreja, ou seja, onde se encontram os elementos fundamentais e essenciais da Fé Católica. A edição mais recente foi publicada em 1992.

## Diferença entre Catecismo e Catequese
Existe uma diferença entre o Catecismo (que é o texto), como o Catecismo da Igreja Católica, e a Catequese, que é o processo de evangelizar e aprofundar a fé. Catequese também pode ser o período mais aprofundado do rito de iniciação cristã.

## Catequese narrativa
As parábolas são uma forma de ensino tipicamente judaica, muito utilizada por Jesus, induzindo o melhor entendimento do ouvinte e a identificação dele com o conceito transmitido. Por essa razão, a catequese, muitas vezes, gira em torno de parábolas. A narrativa permite que o ouvinte partilhe com o narrador uma série de tradições culturais e morais que facilitam a compreensão da mensagem cristã.
Para além da narrativa oral, outras formas narrativas foram sendo utilizadas desde o Cristianismo primitivo, de forma a que a Mensagem de Cristo fosse compreensível por todos. É o caso das imagens, das músicas e outras manifestações artísticas, cujo objetivo é a ilustração do Cristianismo e transmissão da Palavra Divina.
Como exemplo destas formas narrativas de Catequese, se encontram os vários afrescos ou painéis de azulejos, que adornam inúmeras igrejas Católicas, com cenas que ilustram o nascimento ou a Paixão de Jesus Cristo, por exemplo; o Canto gregoriano; a representação do Presépio, idealizada por São Francisco de Assis e imensamente difundida atualmente; as representações teatrais de cenas da Bíblia e muitas outras e variadas expressões artísticas.
Este tipo de ensino a catequese narrativa foi extremamente útil à evangelização de povos indígenas por missionários cristãos (principalmente jesuítas e franciscanos), como uma tentativa bem sucedida de suplantar dificuldades semânticas e incutir, nas populações, os valores morais e espirituais cristãos.
Uma catequese através de oficinas de arte: (música, dança, teatro, artes plásticas, poesia), um trabalho realizado com o apoio de leigos e jesuítas, fundamentada na conotação de histórias bíblicas, também é um exemplo. 
São José de Anchieta, no passado, trabalhava muito na arte como um modo de iniciar os indígenas na experiência de fé cristã. Este termo não é novo, tem sua inspiração na catequese mistagógica dos Padres da Igreja (Santo Ambrósio de Milão,  São Cirilo de Jerusalém e Tertuliano de Cartago).
A arte paleocristã é uma manifestação catequética presente no início das primeiras comunidades que faz uso da catequese narrativa, ou seja, uma catequese mistagógica através dos mosaicos, dos afrescos e das esculturas, presentes, principalmente, nas catacumbas cristãs, onde os traços são simples e trabalham basicamente com a simbologia bíblica do Antigo e Novo Testamento.
Do ponto de vista da Igreja, a catequese é muito importante para converter e fortalecer a fé dos fiéis, despertar nas crianças e nos jovens o desejo de seguir Jesus, para que acreditem na sabedoria de seus ensinamentos.

## O novo ministério do catequista
Pelo Motu Próprio Antiquum Ministerium, o Papa Francisco, em 10 de maio de 2021, instituiu o ministério do catequista, que ainda precisa ser regulamentado pelo Vaticano para todas as dioceses católicas do mundo. 

## Lista de catecismos que se dão por exemplo

### Católicos
- Didaquê

- Catecismo da Igreja Católica
- Compêndio do Catecismo da Igreja Católica
- Catecismo de São Pio X
- Catecismo Romano
- Catecismo de Baltimore
- Youcat - Catecismo Jovem da Igreja Católica

### Protestantes
- Catecismo Maior de Lutero
- Catecismo Menor de Lutero
- Catecismo de Heidelberg
- Catecismo Kalleyano
- Breve Catecismo de Westminster
- Catecismo Maior de Westminster

### Evangélicos
As igrejas evangélicas - que, no contexto popular brasileiro, são representadas pelas igrejas pentecostais e neopentecostais, que são maioria - não usam catecismos, pois julgam ser coisas da tradição Católica-Ortodoxa. As igrejas protestantes tradicionais, como a Igreja Presbiteriana, fazem uso dos seus catecismos históricos. Algo semelhante seria o "discipulado". 